# Зибер, Бьёрн
Бьёрн Зи́бер (нем. Björn Sieber; 5 марта 1989, Эгг, Форарльберг — 26 октября 2012, Шварценберг, Форарльберг) — австрийский горнолыжник, двукратный призёр чемпионатов мира среди юниоров, чемпион Австрии 2011 года в супергиганте.
На чемпионате мира среди юниоров 2008 года выиграл бронзу в супергиганте (уступив менее 0,2 сек немцу Андреасу Зандеру и австрийцу Маттиасу Майеру), а в 2009 году стал вице-чемпионом мира среди юниоров в гигантском слаломе, проиграв только французу Алексису Пентюро.
В Кубке мира дебютировал 13 декабря 2009 года. 6 раз за карьеру попадал в 20-ку лучших на отдельных этапах Кубка мира, лучшее достижение — 7-е место в суперкомбинации в феврале 2011 года. В Кубке Европы 4 раза поднимался на подиум, одержав 1 победу в гигантском слаломе.
Погиб 26 октября 2012 года, когда в результате столкновения минивэна, в котором ехал Бьёрн с братом, их машина упала со склона.